# Borgo Vercelli
Borgo Vercelli (piemontiul: Borghi) település Olaszországban, Vercelli megyében. Lakosainak száma 2256 fő (2023. január 1.). Borgo Vercelli Casalino, Casalvolone, Vercelli, Villata és Vinzaglio községekkel határos.

## Népesség
A település népességének változása:
| Lakosok száma | 2233 | 2224 | 2256 |
|               | 2017 | 2018 | 2023 |